# 윈난땃쥐두더지
윈난땃쥐두더지(Uropsilus investigator)는 두더지과에 속하는 포유류의 일종이다. 중국 윈난성의 고유종이며, 분포 지역은 국경을 넘어 미얀마까지 이어진다.